# Goyō Hashiguchi

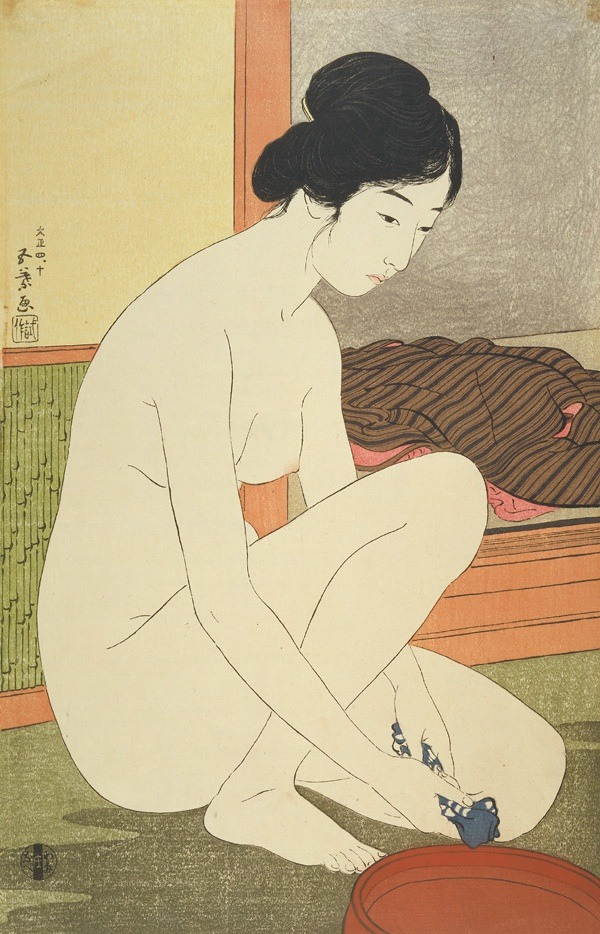
Dona després del bany, 1920, treball de Goyō Hashiguchi.

Goyō Hashiguchi (en japonès: 橋口 五葉, Hashiguchi Goyō; nascut com Kiyoshi Hashiguchi) (Prefectura de Kagoshima, 21 de desembre de 1880 - 24 de febrer de 1919 fou un artista japonès. El seu pare Hashiguchi Kanemizu era un samurai i pintor aficionat a l'estil Shijō. El seu pare va contractar a un mestre de pintura Kano el 1899, quan Kiyoshi només tenia deu anys. Kiyoshi va prendre el nom de Goyō mentre assistia a l'Escola de Belles Arts, on es va graduar com el millor de la seva classe el 1905 a Tòquio. El nom Goyō va ser triat a causa de la seva afició pel pi de cinc agulles que hi havia al jardí del seu pare.